# 픽토섹슈얼리티
픽토섹슈얼리티(fictosexuality) 또는 픽토섹슈얼은 가상의 인물에 대한 성적 이끌림이다. 가상의 인물에 대한 낭만적 매력을 픽토로맨틱(fictoromantic)이라고 한다.
'픽토섹슈얼리티'라는 용어는 가상의 인물과 성적 또는 낭만적인 관계를 맺고자 하는 욕구, 또는 살과 피를 가진 사람들에 대한 욕구와는 다른 가상의 성적 자료에 대한 욕구의 경험을 설명한다. 무성애자 커뮤니티에서는 실제 사람이 아닌 가상의 인물에게만 성적 매력을 느끼는 사람들을 묘사하기 위해 이 용어를 사용해 왔다. 하지만 자신을 설명하기 위해 이 용어를 사용하는 모든 사람이 자신을 무성애자라고 생각하는 것은 아니다.

## 같이 보기
- 2차원 콤플렉스
- 커플링 (동인)